# آکیکو هیراماتسو
آکیکو هیراماتسو (انگلیسی: Akiko Hiramatsu; ۳۱ اوت ۱۹۶۷ – ) خواننده، و صداپیشه اهل ژاپن بود. وی از سال ۱۹۸۶ میلادی تاکنون مشغول فعالیت بوده‌است.